# 4153 Roburnham
A 4153 Roburnham (ideiglenes jelöléssel 1985 JT1) a Naprendszer kisbolygóövében található aszteroida. Carolyn Shoemaker fedezte fel 1985. május 14-én.